# 薬師祭植木市
薬師祭植木市（やくしまつり うえきいち）とは、山形県山形市で毎年5月に開催されている祭。熊本市・大阪市の植木市と並び日本三大植木市の1つと呼ばれている。

## 概要
山形薬師祭植木市実行委員会が主催、山形市と山形商工会議所の共催で行われる。薬師公園と周辺約3キロの通りに植木店や露店が並ぶ。その他にも護摩祈祷や大般若転読会、花まつりなどが行われる。
この時は多くの家族連れや学校帰りの高校生中学生、カップルなどで賑わいを見せる。
薬師町、新築西通り、六日町などで交通規制がある。

## 歴史
山形城主の最上義光が大火で焼失した城下に緑を取り戻そうと住民に呼びかけたのが始まりと言われている。さらにこの時期は樹木に移植に良い時期であり、近代に入って山形市の発展と同時に交通の便も良くなり、規模が大きくなった。
2020年は新型コロナウイルス感染拡大を受け、中止となった。翌年の2021年は例年より規模を縮小して開催する方向で進められたがこの年も新型コロナウイルスの感染拡大が収まらず、3月に発動した山形市を対象にした独自の緊急事態宣言の期限が延長された事などを受け2年続けての中止となった。
2022年に規模を縮小し、3年ぶりに開催した。2022年の出店数は植木10、露店40だった。
2023年には4年ぶりに通常規模での開催となり露店数は約300となった。

## 開催期間
毎年5月8日から10日の三日間。1911年以前は旧暦の4月8日から10日の3日間行われていた。